# Skarð
Skarð (pronunciat [ˈskɛaɹ]) és un poble abandonat a la costa est de l'illa de Kunoy, a la regió Norðoyar de les illes Fèroe. Skarð significa port de muntanya.
El 23 de desembre de 1913, els set homes sans de la localitat van morir al mar mentre pescaven amb vaixell del poble. Els anys següents, les dones i els nens van anar marxant-ne per anar a Haraldssund. L'últim habitant se'n va anar l'any 1919. Un dels antics vaixells de Skarð actualment s'exposa al Christianskirkjan de Klaksvík.

## Persones d'Skarð
- Símun av Skarði (1872–1942), fundador de la Universitat Popular de les Illes Fèroe (Føroya Fólkaháskúli).
- Anna Suffía Rasmussen (1876–1932), germana de Símun, tot i que no es va formar com a pedagoga, és considerada l'esperit de l'escola.